# Octav Doicescu
Octav Doicescu (Brăila, 9 de enero de 1902-Bucarest, 10 de mayo de 1981) fue un arquitecto racionalista rumano. 

## Trayectoria
Estudió en la Escuela Superior de Arquitectura de Bucarest, donde se tituló en 1930. Su obra aúna el funcionalismo racionalista con la tradición local. Sus primeras obras fueron diversas villas, clubes y restaurantes en Bucarest y localidades del entorno, a los que siguieron varias fábricas y diversos edificios de viviendas de gran tamaño entre 1934 y 1937, el Ministerio de la Propaganda (1940) y pabellones expositivos en Bucarest (1936) y en la World's Fair de Nueva York (1939). En el terreno del urbanismo proyectó el barrio residencial de Bordei (1937).
Después de la Segunda Guerra Mundial fue responsable de la Ópera nacional de Bucarest (1953) y del Instituto Politécnico de la misma ciudad (1966-1969). Se retiró en 1969.